# Piper cordilimbum
Piper cordilimbum är en pepparväxtart som beskrevs av C. Dc.. Piper cordilimbum ingår i släktet Piper och familjen pepparväxter. Inga underarter finns listade i Catalogue of Life.